# Google Moon
Google Moon est un service gratuit de Google, permettant la visualisation, par images satellites fournies par la NASA, de la Lune sur Internet. Ce service a été mis en ligne le 20 juillet 2005, afin de célébrer le 36e anniversaire des premiers pas sur la Lune le 21 juillet 1969. Les points d'alunissage des différentes missions sont indiqués, de Apollo 11 à Apollo 17.
Un easter egg était présent sur le site : au niveau maximal de zoom, la surface de la Lune était représentée par du fromage. C'est une référence au court métrage d'animation Une grande excursion, ou Wallace et Gromit vont sur la Lune, à la surface faite de fromage.
Le 20 juillet 2009, le logo de la société est remplacé par un Google Doodle sur son site. L'image, sur laquelle figure la Lune, pointe vers le site de Google Moon.

## Référence
1. ↑  Illustration sur eeggs.com